# بلاغوي إيفانوف
بلاغوي إيفانوف (بالبلغارية: Благой Александров Иванов؛ مواليد 8 أكتوبر 1986) هو مُقاتل فنون قتالية مختلطة بلغاري.

## وصلات خارجية
- بلاغوي إيفانوف على موقع JudoInside.com (الإنجليزية)
- بلاغوي إيفانوف على موقع يو إف سي (الإنجليزية)
- بلاغوي إيفانوف على موقع بيلاتور (الإنجليزية)
- بلاغوي إيفانوف على موقع شيردوغ (الإنجليزية)
- بلاغوي إيفانوف على موقع Tapology.com (الإنجليزية)
- بلاغوي إيفانوف على موقع IMDb (الإنجليزية)
- بلاغوي إيفانوف على موقع قاعدة بيانات الفيلم (الإنجليزية)